# Antonín I. Portugalský
Antonín I. Portugalský (portugalsky António de Portugal, Prior do Crato, známý též jako převor z Crata (o Prior do Crato či Antonio de Crato zvaný El Determinado (Rozhodný), 1531, Lisabon – 26. srpna 1595, Paříž) byl portugalský infant a v roce 1580 třicet tři dny (od 24. července do 25. srpna) portugalský král.

## Biografie

### Původ
Narodil se na lisabonském královském dvoře jako nemanželský syn infanta Luise, vévody z Beja, druhého syna portugalského krále Manuela I. a jeho druhé manželky Marie Aragonské. Byl tedy vnukem Manuelovým a synovcem Manuelových nástupců, králů Jana III. a Jindřicha I.

### Dětství
Antonio se narodil ze vztahu jeho otce, infanta Luise s Violantou Gómez. Ta byla dlouho považována za židovku, jež byla přinucena konvertovat na katolickou víru, ve skutečnosti však jako dcera Petra Gomese z Évory náležela k drobné portugalské šlechtě; zemřela jako jeptiška 16. července 1568. Byl tedy nemanželským dítětem, bastardem, jeho otec ho však uznal za vlastního a později legitimizoval; předpokládá se, že rodiče se později vzali, pravděpodobně v Évoře.
Antonio studoval na Univerzitě v Coimbře a stal se členem Maltézského řádu, jehož byl jeho otec Luis velmistrem; tím se stal nakonec i on. V roce 1571 král Sebastián I. jmenoval Antonia guvernérem držav a pevností v Severní Africe v Tangeru. V roce 1578 doprovázel krále Sebastiána na jeho tažení do Maroka, kde Sebastián padl v bitvě u al-Qaṣr al-Kabīr.

### Vznesení nároků na trůn
Po svém návratu do Portugalska se rozhodl uplatnit svá práva na portugalskou korunu, ale jeho nároky byly zamítnuty, neboť portugalské cortesy jmenovaly králem jeho strýce Jindřicha. Jindřich byl knězem a papež odmítl jeho uvolnění z kněžského stavu, což by skýtalo možnost oženit se a pokusit se i v jeho pokročilém věku zajistit legitimního a nesporného následníka trůnu. Za Jindřichova panování intrikoval Antonio na lisabonském dvoře, aby dosáhl uznání za legitimního uchazeče o trůn, což vedlo k jeho vypovězení do Crata. Po smrti Jindřichově v únoru regentství království převzala rada guvernérů portugalského království, sestávající z pěti guvernérů – kardinálů.
Jindřichovou smrtí vznikla tzv. portugalská následnická krize – tímto okamžikem se stala portugalská královská koruna předmětem nároků řady pretendentů, příslušníků dynastie Avis. O portugalský trůn se tak ucházeli Kateřina Portugalská, dcera infanta Eduarda, vévody z Guimarães (šestého syna Manuela I.), její synovec Ranuccio I Farnesio, vévoda z Parmy (syn Kateřininy sestry Marie), Filip II. Španělský (syn nejstarší dcery Manuela I. Isabely) a samotný Antonio. Ranuccio byl nejvhodnějším následníkem, neboť šlo o chlapce a potomka v mužské linii, stejné jako Kateřina. Filip II. byl pretendent méně vhodný co se týče genealogie, neboť byl Manuelovým vnukem v linii ženské, a navíc byl cizozemec. Pokud jde o Antonia, ten byl rovněž Manuelovým vnukem, a to v mužské linii, narodil se však z levého boku a třebaže se jeho otec (který byl ostatně knězem – převorem z Crata) pravděpodobně s matkou později oženil, byl tudíž považován za nelegitimního potomka.
Antonio, doufaje v odpor lidu proti španělskému králi, se přihlásil jako kandidát proti Filipovi II. Snažil se prokázat sňatek svých rodičů, nemohl však předložit žádné dokumenty. Měl však širokou podporu lidu a nižšího kléru, zatímco Filipa II. podporovaly vyšší vrstvy obyvatelstva, které spatřovaly ve spojení Portugalska se Španělskem velký přínos pro zájem království.

### Korunovace a porážka
24. července roku 1580, se Antonio sám v Santarému korunoval za nadšení lidu za krále Portugalska. Jen o měsíc později, 25. srpna, ho kastilské jednotky vévody z Alby, vyslané Filipem II. Španělským, porazily v bitvě Alcántary blízko Lisabonu. Když pak vévodovo vojsko obsadilo Lisabon, byl Filip prohlášen 12. září 1580 novým portugalským králem jako Filip I. a jako takového ho potvrdil Sněm v Tomaru (Cortes reunidas en Tomar) 15. dubna 1581. Antonio prchl na Azory, odkud se pokoušel získat vládu nad Portugalskem do roku 1583, kdy byl z Azor vyhnán španělským vojskem.
V exilu se Antonio spojil s Kateřinou Medicejskou, francouzskou královnou vdovou, jíž postoupil svá práva k Brazílii a jíž prodal část královského pokladu, který vzal s sebou. Odjel do Anglie, kde byl dobře přijat Alžbětou I., s níž připravil nezdařený plán invaze do Portugalska.
V roce 1589 se Antonio pokusil znovu, tentokrát s pomocí anglického piráta Francise Drakea, získat portugalskou korunu. Jejich flotila pronikla na portugalské pobřeží, ale očekávané povstání v Antoniův prospěch proti Filipovi II. se neuskutečnilo. Dobrodružství skončilo jako nákladný neúspěch. Pretendent trůnu strávil zbytek života ve francouzském exilu, aniž by se vzdal svých práv.
Zemřel v chudobě v roce 1595 v Paříži.

### Potomci
Antonio měl vztah s Annou Barbosa, kvůli svému kněžskému stavu se s ní však nemohl oženit. S ní i s jinými ženami měl řadu potomků:
- Felipa de Portugal (1560–?), sestra v klášteře Lorvão
- Luisa de Portugal (1562–?), sestra v klášteře Tordesillas
- Alfonso de Portugal (1566–?)
- Manuel de Portugal (1568–1638), dědic práv svého otce na portugalský trůn. Provázel svého otce v exilu ve Francii, Anglii a Flandrech. Oženil se s Emilií Oranžsko-Nassavskou, dcerou nizozemského místodržitele Viléma I. Oranžského a Anny Saské
- Cristóbal de Portugal (1573–1638), po smrti svého otce pokračoval v boji o následnická práva
- Pedro de Portugal (1575–?)
- Dinis de Portugal (1576–?)
- Violante de Portugal (1577–d.1602)
- Antonia de Portugal (1578–d.1602)
- Juan de Portugal (1579–?)
- María de Portugal (1558–1599)